# 費爾韋瑟山

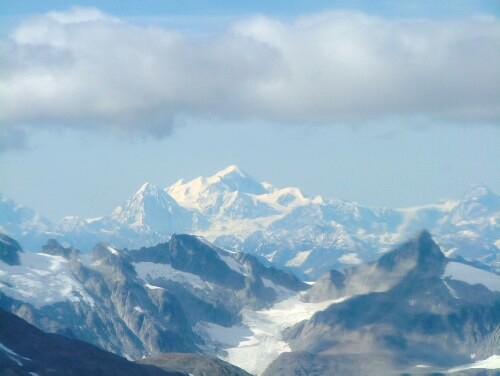

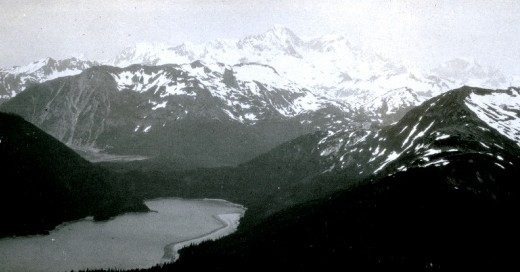

費爾韋瑟山是加拿大的山峰，由卑詩省負責管轄，屬於聖埃利亞斯山脈的一部分，距離溫哥華山約200公里，海拔高度4,671米，每年平均降雨量超過2,540毫米。